# Вестрагёталандское восстание
Вестрагёталандское восстание (швед. Västgötaupproret) — шведское восстание, которое произошло в провинциях Смоланд и Вестра-Гёталанд в Швеции весной 1529 года.
Восстание возглавили представители знати, и его целью было свергнуть шведского монарха короля Густава Вазу в попытке остановить недавно начатую шведскую реформацию.

## Ход восстания
В 1527 году король Густав инициировал Шведскую реформацию, которая вызвала недовольство у некоторых представителей знати. В апреле 1529 года был убит королевский судебный пристав в Нюдале в Смоланде. Вскоре после этого сестра короля Маргарета Эриксдоттер Ваза вернулась в Швецию после визита в Германию и по дороге была схвачена мэром Йёнчёпинга в Смоланде Нильсом Арвидссоном. Повстанцы провели собрание в приходе Свенарумс в Смоланде 4 апреля 1529 года и в приходе Лекарюд 8 апреля. Они призвали провинции Эстергёталанд и Вестра-Гёталанд присоединиться к ним в восстании и заблокировали проезд короля в провинции. На собрании в доме викария Ларва 20 апреля представители знати провинции Вестерготия заявили о своей лояльности королю и присоединились к восстанию. Было принято решение просить другие провинции присоединиться к ним.
Инициаторами и лидерами восстания были дворянин Туре Йонссон и епископ Магнус Харальдссон из Скары, а среди ведущих участников были советник Монс Брюнтессон, советник Туре Эрикссон, законоговоритель Нильс Олофссон, Торд Бонде, губернатор Нильс Клаузен из крепости Эльфсборг, и отряд Акселя Нильссона.

## Итог
6 апреля король Густав успешно уговорил Эстергёталандцев не присоединяться к восстанию и попросил их помочь ему освободить его сестру. Он также успешно предотвратил присоединение других провинций. 16 апреля он связался с восставшими крестьянами Смоланда, простил их за убийство своего судебного пристава и поблагодарил их за то, что они обеспечили и защитили его сестру. На встрече повстанцев 25 апреля крестьяне Вестреготии призвали мятежных лордов написать заявление с требованиями к королю в обмен на мир. В ответе короля от 6 мая он заявил, что готов к переговорам, но также пригрозил, что все мятежники, принадлежащие к знати, будут наказаны. Это вызвало раскол между лордами и крестьянством, и два лидера Туре Йонссон и епископ Магнус Харальдссон из Скары бежали в Данию: король безуспешно просил короля Дании вернуть их ему. Йоран Турессон, сын лорда Сварте Туре Йонссона, и его частная повстанческая армия были захвачены в Хельсингланде. Таким образом, восстание было подавлено.

## Последствия
В июне 1529 года Монс Брюнтессон и Нильс Олофссон были приговорены к смертной казни и казнены; советник Туре Эрикссон был помилован, потому что его мать попросила о пощаде с его стороны. Все оставшиеся повстанцы были помилованы, а их приговоры смягчены до штрафов.